# Мэйес, Фрэнсис
Фрэнсис Мэйес (англ. Frances Mayes) — профессор Американского университета, поэтесса, мемуарист, публицист и писательница.

## Биография
Фрэнсис Мэйес родилась в 1940 году в г. Фицджеральд (Джорджия), закончила женский колледж Рэндольф-Макон в Линчбурге (Вирджиния), получила степень бакалавра в Университете Флориды. В 1975 году она получила степень магистра в Университете Сан-Франциско, где она в конечном итоге стала профессором художественного творчества, директором Центра поэзии, и председателем Департамента творчества.
Мэйес опубликовала несколько работ о поэзии: «Восхождение на Аконкагуа» (Climbing Aconcagua, 1977), «Воскресенье в другой стране» (Sunday in Another Country, 1977), «После такого удовольствия» (After Such Pleasures, 1979), «Искусство Огня» (The Arts of Fire, 1982), «Часы» (Hours, 1984), и «Экс-Вото» (Ex Voto, 1995). В 1996 году она опубликовала книгу «Под солнцем Тосканы. Италия» (Under the Tuscan Sun: At Home in Italy). Книга представляет собой воспоминания Мэйес о покупке, ремонте и жизни на старой вилле недалеко от города Кортона в итальянской провинции Тоскана. Роман занял первое место в списке бестселлеров «Нью-Йорк таймс», и держался в этом списке на протяжении двух лет. В 2003 году по мотивам книги был выпущен фильм «Под солнцем Тосканы» (реж. Одри Уэллс / Audrey Wells).В 1999 году Мэйес закрепила свой литературный успех выпуском второй книги «Прекрасная Тоскана: сладкая жизнь в Италии» (Bella Tuscany: The Sweet Life in Italy), также ставшей международным бестселлером. В 2000 году вышла третья книга «В Тоскане» (In Tuscany). Первый крупный роман Фрэнсис Мэйес «Лебедь» (Swan) увидел свет в 2002 году.
Кроме того, Мэйес — редактор «Лучших американских путевых заметок 2002» (The Best American Travel Writing 2002), автор рассказов о путешествиях «Год в мире: путешествия страстного путешественника» (A Year in the World: Journeys of A Passionate Traveller, 2006).
Фрэнсис Мэйес и её муж проводят своё время между домами в Хиллсборо, штат Северная Каролина и Кортона, Италия, где она также выступает в качестве арт-директора ежегодного фестиваля Tuscan Sun Festival.